# Kanton Champigny-sur-Marne-2
Der Kanton Champigny-sur-Marne-2 ist seit 2015 ein französischer Wahlkreis für die Wahl des Départementrats in den Arrondissements Créteil und Nogent-sur-Marne, im Département Val-de-Marne und in der Region Île-de-France; sein Bureau centralisateur befindet sich in Champigny-sur-Marne.

## Gemeinden
Der Kanton besteht aus zwei Gemeinden und Gemeindeteilen mit insgesamt 44.068 Einwohnern (Stand: 1. Januar 2022) auf einer Gesamtfläche von 8,21 km²:
| Gemeinde                     | Einwohner 1. Januar 2022 | Fläche km² | Dichte Einw./km² | Code INSEE | Postleitzahl | Arrondissement   |
| ---------------------------- | ------------------------ | ---------- | ---------------- | ---------- | ------------ | ---------------- |
| Champigny-sur-Marne          | 25.773                   | 2,94       | 8.766            | 94017      | 94500        | Nogent-sur-Marne |
| Chennevières-sur-Marne       | 18.295                   | 5,27       | 3.472            | 94019      | 94430        | Créteil          |
| Kanton Champigny-sur-Marne-2 | 44.068                   | 8,21       | 5.368            | 9404       | –            | –                |

1. ↑   Nur der östliche Teil der Gemeinde, der Rest gehört zum Kanton Champigny-sur-Marne-1.